# کو چیبا
چیبا کو (۱۵ آوریل ۱۹۰۹ - ۲۰ ژانویه ۱۹۸۴) دیپلمات ژاپنی در دوره شووا بود و فعالیتش از پیش از جنگ جهانی دوم تا پس از آن ادامه داشت. او دارای رتبه شوسانمی بود.

## زندگی و حرفه
او که در سان فرانسیسکو متولد شده بود، در سال ۱۹۲۲ به ژاپن بازگشت. پس از گذراندن گذراندن دوره ادبیات کلاسیک در دبیرستان، در سال ۱۹۳۲ از دانشکده حقوق دانشگاه امپراتوری توکیو فارغ‌التحصیل شد، در آزمون خدمات دیپلماتیک قبول شد و در نوامبر همان سال به وزارت امور خارجه پیوست. پس از انجام وظایف در بریتانیا، در دفتر آسیای شرقی مشغول به کار شد و در سال ۱۹۴۲ به چین اعزام گردید. پس از جنگ جهانی دوم، مدتی در وزارت دارایی فعالیت کرد، اما در سال ۱۹۴۷ به عنوان افسر رابط دفتر مرکزی رابط برای پایان جنگ منصوب شد و در سال ۱۹۴۸ به عنوان رئیس بخش حسابداری به ژاپن بازگشت. در سال ۱۹۵۲، به عنوان مدیر دفتر امور خارجه مکزیک منصوب شد و در همان آوریل، به مقام مشاور سفارت مکزیک رسید. در فوریه ۱۹۵۴ نیز به عنوان سرکنسول در سائوپائولو خدمت کرد.
او در آوریل ۱۹۵۵ به عنوان مدیر دفتر امور اروپا و آمریکا و در آوریل ۱۹۵۷ دوباره به همان سمت منصوب شد، و سپس در دسامبر همان سال به عنوان سفیر ژاپن در مکزیک منصوب گردید. پس از آن، در اوت ۱۹۶۰ به سمت سفیر در ایران، در دسامبر ۱۹۶۵ به عنوان سفیر در استرالیا و در اوت ۱۹۶۷ به عنوان سفیر در برزیل منصوب شد.
او در اکتبر ۱۹۷۰ به ژاپن بازگشت و به صورت داوطلبانه بازنشسته شد. او در سال ۱۹۸۴ درگذشت.
همسر او دختر تانزان ایشی‌باشی بود که پیش‌تر به عنوان نخست‌وزیر خدمت می‌کرد.

## جوایز و افتخارات
- ۲۹ آوریل ۱۹۷۹ (۵۴ شووا) – نشان درجه یک گنجینه مقدس[۵]
- ۲۰ ژانویه ۱۹۸۴ (۵۹ شووا) - مقام سوم ارشد